# Liste der Monuments historiques in Montreuil (Vendée)
Die Liste der Monuments historiques in Montreuil (Vendée) führt die Monuments historiques in der französischen Gemeinde Montreuil auf.

## Liste der Bauwerke
| Bezeichnung                       | Beschreibung | Standort | Kennzeichnung | Schutzstatus | Datum | Bild           |
| --------------------------------- | ------------ | -------- | ------------- | ------------ | ----- | -------------- |
| Kirche Notre-Dame-de-l’Assomption |              | (Lage)   | PA00110171    | Inscrit      | 1927  | weitere Bilder |

## Liste der Objekte
| Bezeichnung               | Beschreibung          | Standort                                        | Kennzeichnung | Schutzstatus | Datum | Bild |
| ------------------------- | --------------------- | ----------------------------------------------- | ------------- | ------------ | ----- | ---- |
| Ölgemälde Heilige Barbara | 17. Jahrhundert       | in der Kirche Notre-Dame-de-l’Assomption (Lage) | PM85001631    | Inscrit      | 2009  |      |
| Glocke                    | Bronze, 1783 gegossen | in der Kirche Notre-Dame-de-l’Assomption (Lage) | PM85000214    | Classé       | 1943  |      |